# 上越清里星のふるさと館

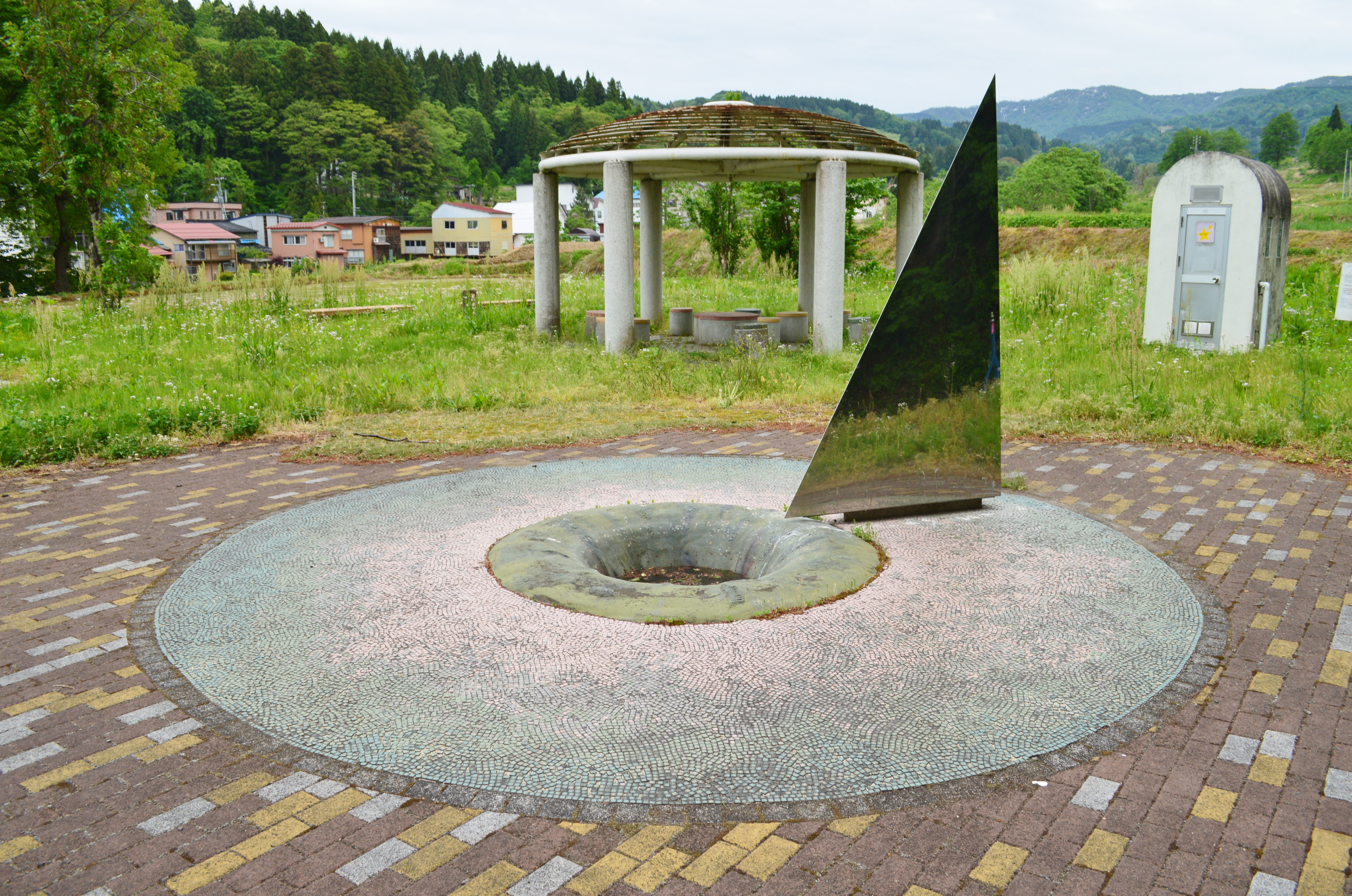
櫛池隕石の落下地点（櫛池隕石落下公園）

上越清里星のふるさと館（じょうえつきよさとほしのふるさとかん）は、上越市清里区青柳の坊ヶ池湖畔にある。山荘「京ｹ岳」（現在は「ビュー京ヶ岳」）に隣接している。

## 施設概要
上越市が「上越清里星のふるさと館条例」に基づき、生涯学習の振興と青少年の健全育成を目的として設置する施設であり、天体望遠鏡、プラネタリウム、展示室、図書室、学習室を備えている。
新潟県に現存する唯一の隕石で、県文化財に指定されている櫛池隕石（くしいけいんせき）を展示している。大正9年に櫛池小学校前にある櫛池川を越えた大字上中条地内に落下したもので、重量は4.42kgである。
屋上には65cm反射望遠鏡を備えた直径6.5mの天体観測ドームがあり、一般観望会や団体利用などで活用されている。
プラネタリウムは直径8.5m、座席は扇型配列で52席（＋補助席）である。投影機は開館当初は光学式の五藤光学研究所製GS-AT型であったが、平成29年6月にデジタル式のAstroArts製StellaDome Professionalに更新された